# 박보배
박보배(한국 한자: 朴寶培, 1985년 7월 15일 ~ )는 대한민국의 전 축구 선수이며, 포지션은 미드필더였다.